# Irosin
Irosin est une localité de la province de Sorsogon, aux Philippines. En 2015, elle compte 56 662 habitants.